# Teoría de la paz democrática

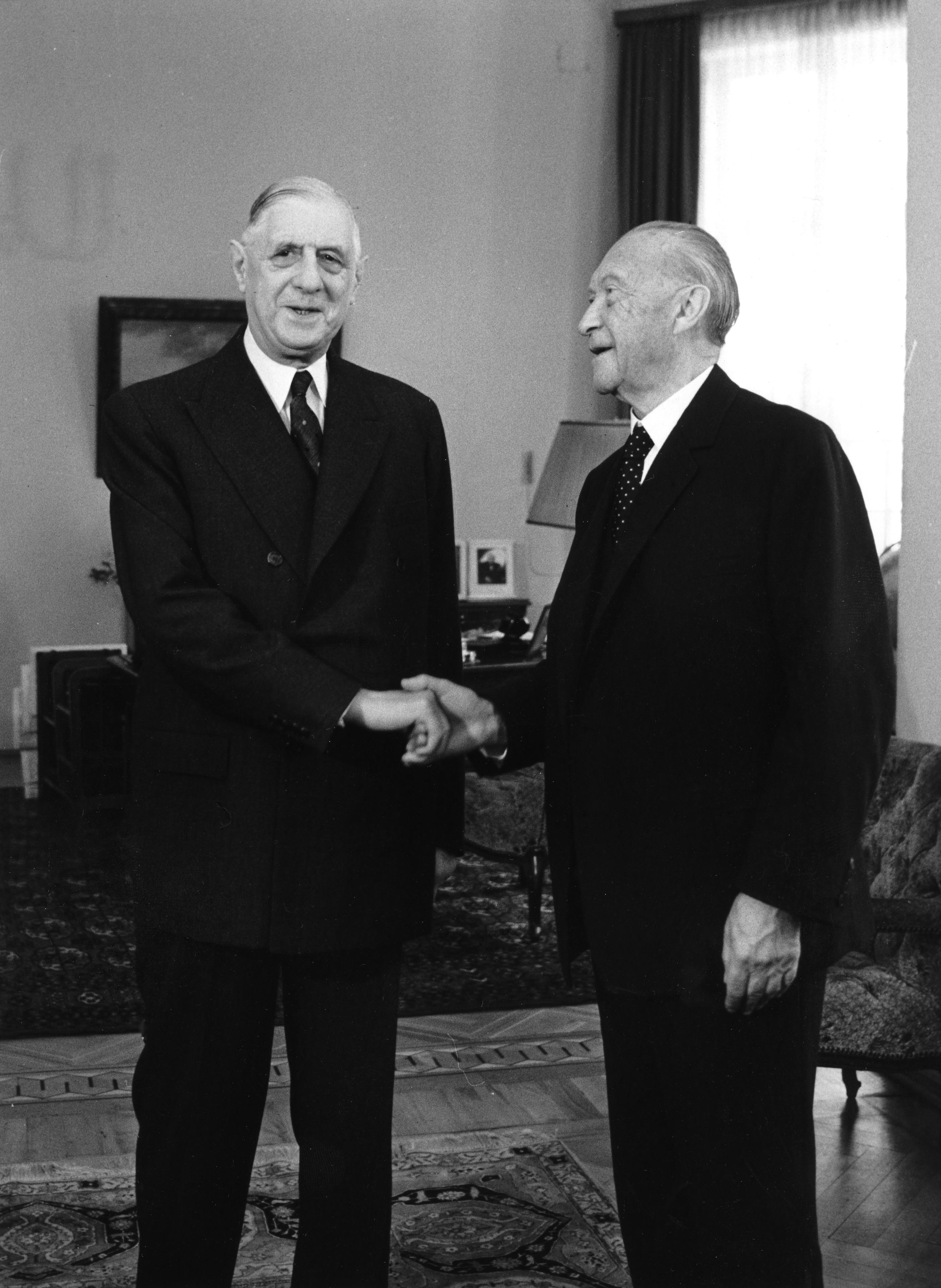
El presidente francés Charles de Gaulle estrechando la mano del canciller de Alemania Occidental Konrad Adenauer en Bonn, 1963

La teoría de la paz democrática es una teoría que postula que las democracias son renuentes en participar en un conflicto armado con otras democracias identificadas. En contraste con las teorías que explican el compromiso bélico, es una «teoría de la paz» que describe motivos que disuaden a la violencia patrocinada por el estado.
Algunos teóricos prefieren términos como «pacifismo democrático mutuo» o «hipótesis de no agresión entre democracias» a fin de aclarar que un estado de paz no es singular para las democracias, sino que se sostiene fácilmente entre las naciones democráticas.
Entre los defensores de la teoría de la paz democrática, se consideran varios factores que motivan la paz entre los estados democráticos:
- Los líderes democráticos se ven obligados a aceptar la culpabilidad de las pérdidas de guerra a un público votante.
- Los estadistas que rinden cuentas públicamente tienden a establecer instituciones diplomáticas para resolver las tensiones internacionales.
- Las democracias no están inclinadas a considerar a los países con política adyacente y doctrina gobernante como hostiles.
- Las democracias tienden a poseer una mayor riqueza pública que otros estados y, por lo tanto, evitan la guerra para preservar la infraestructura y los recursos.

Aquellos que disputan esta teoría a menudo lo hacen sobre la base de que combina la correlación con la causalidad, y que las definiciones académicas de «democracia» y «guerra» pueden manipularse para manufacturar una tendencia artificial.